# 프톨레마이오스 케라우노스
프톨레마이오스 케라우노스(그리스어: Πτολεμαῖος Κεραυνός, 기원전 279년 사망)는 프톨레마이오스 왕조의 창시자인 프톨레마이오스 1세의 아들이다. 셀레우코스 1세를 암살한 뒤 마케도니아로 도주했으나 마케도니아의 군대가 그를 왕으로 지명하여 BC281년에서 279년까지 마케도니아의 왕이었다.